# Malekula
Malekula is een geslacht van kevers uit de familie  
kniptorren (Elateridae).
Het geslacht is voor het eerst wetenschappelijk beschreven in 1940 door Van Zwaluwenburg.

## Soorten
Het geslacht omvat de volgende soort:
- Malekula piceus Van Zwaluwenburg, 1940